# Droga krajowa nr 116 (Kostaryka)
Droga krajowa nr 116 (hiszp. Ruta Nacional Secundaria 116/Ruta 116) – jedna z dróg krajowych w Kostaryce. Znajduje się ona w prowincji Heredia.

## Opis
W prowincji Heredia droga krajowa nr 116 przebiega przez kanton Santo Domingo (przez dystrykt Santo Domingo, Santo Tomás i Tures), kanton San Rafael (przez dystrykty San Rafael i Concepción) oraz kanton San Isidro (przez dystrykt San Isidro).